# Вовсы, Григорий Петрович
Григо́рий Петро́вич Вовсы (1899, Барановичи, Минская губерния  — 10 мая 1938, Коммунарка, Московская область) — советский профсоюзный работник, журналист, литературный критик, кинокритик, ответственный редактор газеты «Кино» (1936—1937).

## Биография
Родился в 1899 году в местечке Барановичи Минской губернии.
В 1917 году вступил в РСДРП(б). Участник революции и Гражданской войны на Южном Урале. В 1918 году — заведующий подотделом социального страхования и охраны труда, исполняющий обязанности заведующего Самарским губернским отделом труда.
В 1919 году в составе 242-го стрелкового полка принимал участие в освобождении Челябинска и разгроме колчаковской группировки в ходе Челябинской операции. В августе 1919 года по решению Сиббюро ЦК РКП(б) был демобилизован и отправлен в распоряжение Челябинского губревкома, принимал участие в восстановлении профсоюзов в городе и уезде, возглавлял губернский отдел труда Челябинского губревкома, входил в состав губернского комитета по проведению Всеобщей трудовой повинности. В 1920—1921 годах — заместитель председателя Челябинского губпрофсовета, избирался членом президиума губкома РКП(б), членом губисполкома. Участвовал в ликвидации разрухи в промышленности и на транспорте, возглавлял президиум губернского совета профсоюзов. В мае 1921 года был делегатом Х Всероссийской конференции РКП(б). В ходе дискуссии о профсоюзах выступил как сторонник позиции В. И. Ленина.
С 1922 года — ответственный редактор журнала «На Новых путях», органа Уральского бюро Всероссийского центрального совета профсоюзов и Уралпромбюро ВСНХ, издававшегося в Екатеринбурге.
С января по июль 1926 года — ответственный редактор газеты «Борьба», органа Волгоградской губернской организации ВКП(б). Заведующий издательским отделом издательства «Молодая гвардия» (1927). Заведующий отделом советского и культурного строительства газеты «Социалистическое земледелие» (1930).
Окончил литературное отделение Института красной профессуры. Принадлежал к марксистской литературоведческой школе Валерьяна Переверзева, которую в ходе дискуссий в 1929—1930 годах обвинили в ревизии марксизма. После отречения «переверзевской школы» от своего учителя и его социологического метода вошёл в группу «Литературный фронт». 15 ноября 1930 года «Литературная газета» опубликовала письмо членов группы о нецелесообразности дальнейшего существования «Литфронта» и о выходе их из группы, с тем чтобы работать внутри Российской ассоциации пролетарских писателей (РАПП). В итоге «Литфронт» был распущен. Публиковался в журналах «Литература и искусство», «Книга и революция», «Молодая гвардия», участвовал в работе секции современной литературы Института литературы, искусства и языка Коммунистической академии.
В 1933—1936 годах — ответственный редактор журнала «Спутник агитатора» (для города).
В 1936—1937 годах — ответственный редактор газеты «Кино».
13 августа 1937 года был арестован. 10 мая 1938 года приговорен Военной коллегией Верховного суда СССР по обвинению в участии в контрреволюционной террористической организации и в тот же день расстрелян. Реабилитирован 15 декабря 1956 года определением Военной коллегии Верховного Суда СССР.

### Семья
- Жена — Фаня Арнольдовна Вовсы (1899—?), была арестована в 1938 году и осуждена как член семьи изменника Родины на 5 лет ИТЛ[25][26].